# Edward Lansdale
Edward Geary Lansdale (6 de febrero de 1908; 23 de febrero de 1987) fue un militar de la Fuerza Aérea de Estados Unidos y la Agencia Central de Inteligencia (CIA). Alcanzó el grado de mayor general y se retiró en 1968.

## Biografía
Lansdale nació en Detroit (Míchigan) y murió en McLean (Virginia).
En la década de 1950 estuvo encargado de combatir la insurgencia comunista en Filipinas, donde trabajó de manera cercana, incluso viviendo con el presidente Ramón Magsaysay. Lansdale se caracterizaba por sus trucos siniestros. En una ocasión, ordenó regar la voz de que existían vampiros en la zona ocupada por los rebeldes comunistas, luego hizo prisioneros a varios indígenas, les abrió dos agujeros en el cuello a cada uno y los colgó por los pies con la cabeza hacia abajo hasta que murieron desangrados, y luego ordenó dejar los cadáveres en lugares donde sabía que los encontrarían los rebeldes. El objetivo era que los Huk sintieran temor de salir a realizar ataques nocturnos.
En 1953 fue enviado A Vietnam como asesor militar del gobierno colonial francés en su lucha contra las fuerzas independentistas del Viet Minh. De 1954 a 1957 estuvo en Saigón como asesor militar del gobierno pro-norteamericano de Vietnam del Sur. Entrenó y protegió a Pham Xuan An, un periodista de la Revista Time, quién se hizo famoso por los escandalosos y falsos reportajes de la revista y que en realidad era un espía norvietnamita.- Lansdale reclutó mercenarios desde las Filipinas para efectuar actos de sabotaje en Vietnam. Esto fue poco exitoso y todos los mercenarios fueron capturados y sometidos en juicio público en Hanói. Finalmente, Lansdale entrenó al Ejército de Vietnam del Sur (ARVN) en técnicas de combate modernas. Era claro que solo era materia de tiempo que se desarrollara una guerra abierta. En octubre de 1955, los sudvietnamitas fueron llamados a elegir entre Bao Dai, el exemperador de Vietnam, y Ngo Dinh Diem para regir los destinos del país. Lansdale sugirió que Diem proveyera dos tipos de votos: rojos para Diem y verdes para Bao Dai. Lansdale esperaba que los vietnamitas hicieran caso de la vieja tradición de que rojo es buena fortuna mientras verde es mala fortuna, con lo que los resultados serían afectados por esta decisión. Además los recintos de votación estaban atendidos por partidarios de Diem. Un elector comentaría : "Ellos nos dijeron que todos los que votaramos rojo lo hiciéramos en las cajas de votación y los verdes los botaramos al tacho de la basura. Pocas personas, fieles a Bao Dai, desobedecieron ganándose la golpiza de sus vidas.
Entre 1957 y 1963 Lansdale trabajó para el Departamento de Defensa en Washington D. C. como Asistente del Secretario para Operaciones Especiales y miembro del equipo del Comité Presidencial sobre Asistencia Militar.
En la primera mitad de la década de 1960 estuvo encargado de los esfuerzos clandestinos para derrocar al Gobierno cubano, incluyendo asesinar a Fidel Castro. Gran parte de esta tarea se realizó bajo la llamada «Operación Mangosta» que era el nombre del plan de la CIA para derrocar a Castro. Lansdale era adscrito a la Operación 40
De acuerdo a Daniel Ellsberg, quien dependió de Lansdale, este se quejó de haber sido despedido por el Secretario de Defensa del Presidente John Kennedy luego de haberse negado a realizar una misión con el objetivo de desplazar al régimen survietnamita de Ngo Dinh Diem. Tres semanas después, cuando Kennedy fue asesinado el 22 de noviembre de 1963, se ha dicho que Lansdale fue fotografiado en el lugar del asesinato, de espaldas.
De 1965 a 1968 volvió a Vietnam a trabajar con la embajada de EE. UU.
Lansdale publicó sus memorias en 1972 con el título de In the Midst of Wars (En medio de guerras). Su biografía The Unquiet American (El americano inquieto), fue escrita por Cecil Currey y publicada en 1988; el título refiere a la suposición general de que el personaje de la novela de Graham Greene, El americano impasible (The Quiet American) está inspirado en Lansdale.
Más recientemente el interés sobre Lansdale se ha incrementado debido al film JFK de Oliver Stone donde se lo menciona como jefe de la operación que asesinó a Kennedy. Esta teoría esta originada en la declaración sobre la presencia de Lansdale en el lugar del crimen, la Plaza Dealey, realizada por un exempleado suyo, L. Fletcher Prouty, que lo reconoció en una fotografía tomada ese día por un fotógrafo del Dallas Morning News inmediatamente después del asesinato, que lo muestra de espaldas. La foto ha sido corroborada por un colega de Lansdale en el Pentágono, el teniente general Victor H. "Brute" Krulak. Daniel Ellsberg, que asesoró a Oliver Stone en JFK, trabajó para Lansdale en Vietnam y le recomendó a Stone no incluir esa parte por pensar que Lansdale no estuvo implicado en la conspiración.